# Matthew Tindal
Matthew Tindal (* 1657 in Beer Ferrers, Devonshire; † 16. August 1733 in Oxford) war ein Vertreter des Deismus in England während der Frühaufklärung.

## Leben und Werk
Matthew Tindal studierte ab etwa 1673 am Lincoln College der Universität Oxford Rechtswissenschaft, worin er 1685 promovierte. Im selben Jahr konvertierte er zum katholischen Glauben und erwarb sich dadurch die Gunst König Jakobs II. Unter Wilhelm III. kehrte er allerdings 1688 zur anglikanischen Kirche zurück und begann mit der Verbreitung deistischen Gedankenguts.
Die Bibel nannte der frühe Aufklärer eine Urkunde der natürlichen Religion und behauptete, dass das Christentum im Sinne einer „natürlichen Religion“ so alt wie die Schöpfung sei, die Kirche allerdings nur eine Institution des Staats. 1710 beschloss das britische Unterhaus, eines seiner Werke verbrennen zu lassen. Seine 1730 erschienene Hauptschrift Christianity as old as the creation, or the Gospel a republication of the religion of nature erlangte europaweit große Verbreitung und Aufmerksamkeit. Das Erscheinen eines zweiten Teils (der 1750 erschienene ist unecht) wurde aber durch den Bischof von London verhindert.
Tindal starb 1733 in Oxford als Senior von All Souls College.

## Werke
- The Rights of Christian Church, asserted against the Romish and all other Priests, who claim an independent Power over it (1706)
- An Adress to the Inhabitants of the Two Great Cities of London and Westminster. In Relation to a Pastoral Letter said to be written by Bishop of London to the People of his Diocess. Occasion’ by some late writings in favour of Infidelity (1729)
- Christianity as old as the creation, or the Gospel a republication of the religion of nature (London 1730; deutsch von Lorenz Schmidt, Frankfurt am Main 1741)
  - Neudruck 1967: Herausgegeben und eingeleitet von Günter Gawlick, Frommann (Holzboog), Stuttgart-Bad Cannstatt